# Mission des Nations unies en Bosnie-Herzégovine
La Mission des Nations unies en Bosnie-Herzégovine (MINUBH) était une mission de maintien de la paix des Nations unies créée en vertu de la résolution 1035 du Conseil de sécurité des Nations unies du 21 décembre 1995. Elle a achevé son mandat le 31 décembre 2002, date à laquelle lui a succédé la Mission de police de l'Union européenne en Bosnie-Herzégovine (en).
D'après le site Web de la MINUBH :
Le mandat de la MINUBH est de contribuer à l'établissement de l'état de droit en Bosnie-Herzégovine en aidant à la réforme et à la restructuration de la police locale, en évaluant le fonctionnement du système judiciaire existant, et en surveillant et contrôlant les performances de la police et des autres acteurs impliqués dans le maintien de l'ordre public.
L'établissement d'une force internationale de police était prévue dans les Accords de Dayton signée à Paris le 14 décembre 1995 qui ont mis fin à la guerre de Bosnie-Herzégovine.

## Organisation
La MINUBH était dirigée par un Représentant spécial du Secrétaire général (RSSG) nommé par le Secrétaire général de l'ONU, Kofi Annan. Le RSSG exerçait son autorité sur le commissaire de police de la Force internationale de police de l'ONU et coordonnait d'autres activités des Nations Unies en Bosnie-Herzégovine.
Les principales composantes de la MINUBH étaient les suivantes : 
- La Force internationale de police des Nations Unies (FIP), plus connue sous son acronyme anglais IPTF (pour International Police Task Force). La plus importante composante en matière d'effectif, elle  avait pour objectif de réformer la police bosnienne pour en faire une force moderne en suivant les prescriptions des accords de Dayton.

- Le Bureau des droits de l'Homme en Bosnie-Herzégovine, chargé d'enquêter sur les violations passées des droits humains par les forces de police et de s'assurer que le personnel supervisé par l'IPTF exerce ses fonctions dans le respect desdits droits.

- L'unité consultative en matière de justice pénale. Créée par la Résolution 1184 du Conseil de sécurité des Nations unies du 16 juillet 1998 et composée de juristes internationaux et locaux, elle avait pour mission d'évaluer le fonctionnement du système juridictionnel pénal bosnien.

- Le Bureau des affaires civiles, qui offrait des conseils politiques aux autres composants de la MINUBH.

- Le Bureau des relations publiques.

## Déploiement

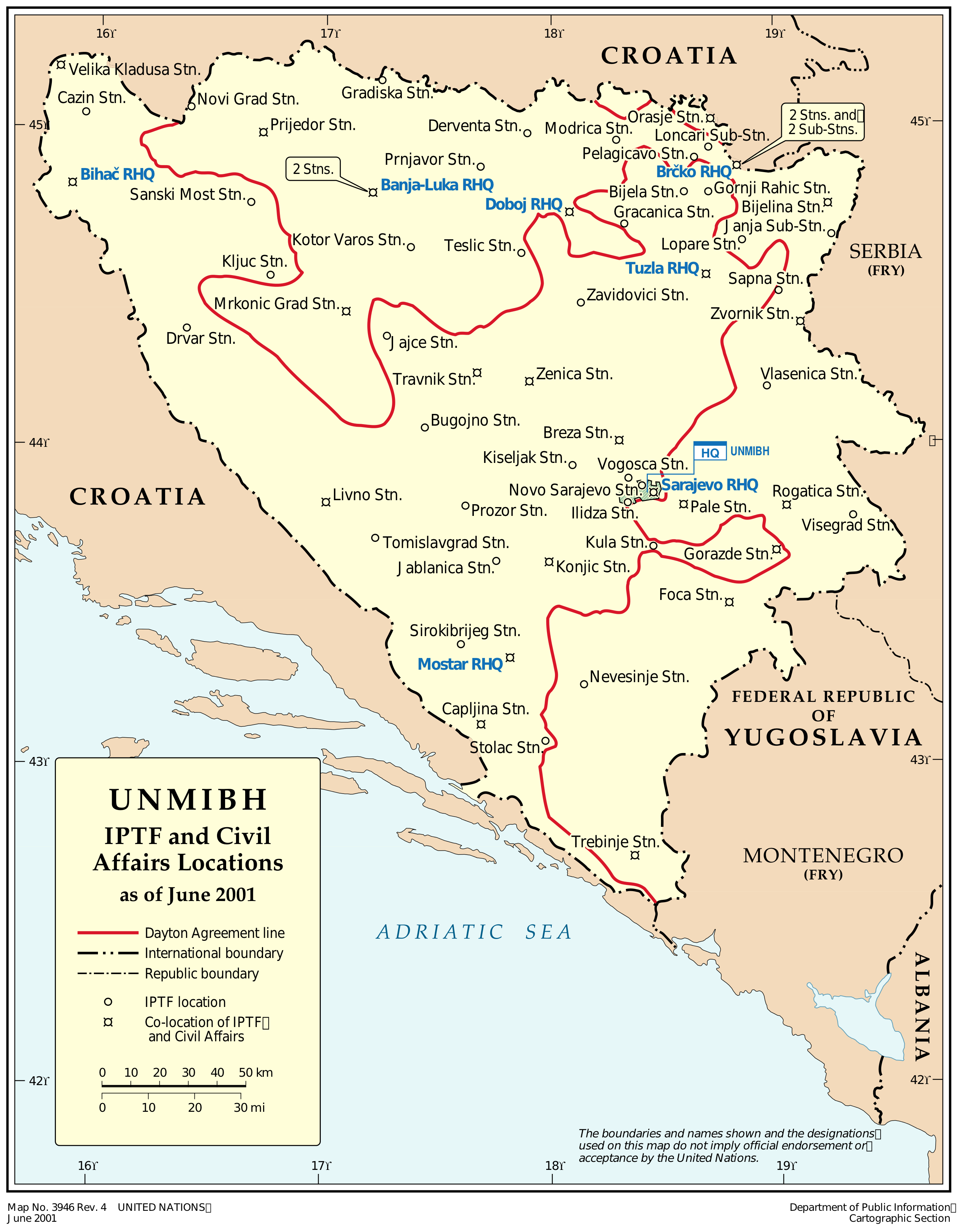
Déploiement de la MINUBH en juin 2001

La MINUBH a été déployée en Bosnie-Herzégovine entre décembre 1995 jusqu'à la fin de l'année 2002. Son mandat a été prolongé et étendu à de nombreuses occasions par le Conseil de sécurité.
La Mission avait une présence à l'échelon national avec des quartiers généraux régionaux à Banja Luka, Bihac, Doboj, Mostar, Sarajevo, Tuzla et un quartier général de district à Brcko.
De 2001 à 2003, à la demande du Secrétaire général Kofi Annan, Jacques Paul Klein (États-Unis) a été son représentant spécial et coordonnateur de la Mission des Nations Unies en Bosnie-Herzégovine, avec rang de Secrétaire général adjoint. En tant que chef de mission, il avait l'autorité pour la gestion globale et la responsabilité de la gestion quotidienne de 2 700 policiers internationaux de 48 pays différents avec un budget de 168,2 millions de dollars. La MINUBH a restructuré et réduit les forces de police d'avant-guerre, qui comptaient 44 000 hommes, pour les ramener à environ 16 000 agents qualifiés. La Mission a recruté et formé le premier contingent de police de Bosnie-Herzégovine déployé auprès de la Mission des Nations Unies au Timor oriental et le premier groupe d'observateurs militaires bosniens des Nations Unies. Elle s'est concentrée sur la lutte contre le terrorisme international, l'immigration illégale et la criminalité organisée et a réussi, en dix-huit mois, à réduire le nombre de personnes entrant irrégulièrement en Bosnie-Herzégovine, via ses trois aéroports, de 25 000 à 300 par an.

## Controverse
En 2003, l'officier Kathryn Bolkovac a découvert un réseau de trafic d'êtres humains impliquant des agents de l'ONU, après que deux jeunes filles ont été vendues et maltraitées dans des maisons de tolérance illicites. Des dizaines de filles ont fait état de récits « étrangement similaires » d'abus : elles ont notamment émigré pour travailler comme serveuses ou comme domestiques, y compris sur l'insistance de leur propre famille – mais ont été détournées vers la traite des êtres humains. Elles ont été déplacées vers différents endroits, déshabillées de force et vendues à des individus qui les ont battues et violées dans des différents lieux de perdition en Bosnie-Herzégovine,.
Bolkovac a accusé le chef de mission Klein de na pas avoir pris en considération plusieurs affaires très médiatisées qui avaient été portées à son niveau après qu'elle en a transmis un certain nombre à l'unité des affaires internes. L'histoire de Bolkovac a été adaptée dans le film Seule contre tous (The Whistleblower). Un audit de l'ONU, publié par le gouvernement américain en 2008, sur les actions de Klein en Bosnie-Herzégovine et au Libéria, l'a accusé d'un rôle important dans un certain nombre de scandales, tout en le disculpant spécifiquement de corruption. En 2010, un examen de l'audit par l'ONU a conclu que l'enquête avait été menée de manière inadéquate et que les allégations n'étaient pas établies, notamment  par le fait que Klein n'avait pas absolument été informé des allégations et ni mis en état d'y répondre.